# Nors distrikt
Nors distrikt är ett distrikt i Karlstads kommun och Värmlands län. Distriktet ligger omkring Vålberg och Edsvalla i södra Värmland. 

## Tidigare administrativ tillhörighet
Distriktet inrättades 2016 och utgörs av Nors socken i Karlstads kommun.
Området motsvarar den omfattning Nors församling hade vid årsskiftet 1999/2000.

## Tätorter och småorter
I Nors distrikt finns fyra tätorter och en småort.

### Tätorter
- Edsvalla
- Edsvalla Övre bruket
- Norsbron
- Vålberg

### Småorter
- Gökhöjden